# Togo na letnich igrzyskach olimpijskich
Reprezentanci Togo występują na igrzyskach olimpijskich od 1972 roku, kiedy to zadebiutowali podczas zawodów w Monachium. Wystartowało tam 5 zawodników, którzy startowali w lekkoatletyce oraz w kolarstwie torowym. Jedynym jak dotychczas medalistą tego kraju jest Benjamin Boukpeti, który zdobył brązowy medal podczas igrzysk w Pekinie w kajakarstwie w K-1. Co warte uwagi Boukpeti przed wyścigiem finałowym był liderem konkursu.
Togijski Komitet Olimpijski został założony w 1963 roku, a do MKOl przystąpiło w 1965 roku.

## Klasyfikacja medalowa
| Miejsce             |   |   |   | Razem |
| ------------------- | - | - | - | ----- |
| 1972 Monachium      | 0 | 0 | 0 | 0     |
| 1984 Los Angeles    | 0 | 0 | 0 | 0     |
| 1988 Seul           | 0 | 0 | 0 | 0     |
| 1992 Barcelona      | 0 | 0 | 0 | 0     |
| 1996 Atlanta        | 0 | 0 | 0 | 0     |
| 2000 Sydney         | 0 | 0 | 0 | 0     |
| 2004 Ateny          | 0 | 0 | 0 | 0     |
| 2008 Pekin          | 0 | 0 | 1 | 1     |
| 2012 Londyn         | 0 | 0 | 0 | 0     |
| 2016 Rio de Janeiro | 0 | 0 | 0 | 0     |
| 2020 Tokio          | 0 | 0 | 0 | 0     |

## Medaliści letnich igrzysk olimpijskich z Togo

### Złote medale
Brak

### Srebrne medale
Brak

### Brązowe medale
- Pekin 2008
Kajakarstwo górskie K-1 mężczyzn, Benjamin Boukpeti